# Tupolew Tu-2
Die Tupolew Tu-2 (russisch Туполев Ту-2, NATO-Codename: Bat) war ein vom Konstruktionsbüro Tupolew entwickeltes mittelschweres Kampfflugzeug, das von der UdSSR im Zweiten Weltkrieg eingesetzt wurde. Sie war mit zwei Motoren ausgestattet und der leistungsstärkste sowjetische Bomber dieser Periode.

## Geschichte
Sie entstand als Reaktion auf die Forderung der Luftstreitkräfte nach einem Flugzeug, das sowohl als Sturz- und Horizontalbomber sowie als Aufklärer verwendbar sein sollte. Damit sollte die SB-2 aus dem Jahr 1934 abgelöst werden. Andrej Nikolajewitsch Tupolew, der zu jener Zeit in stalinistischer Haft saß, konstruierte daraufhin das Flugzeug 103 (Samoljot 103), das nach der Nummer seiner Entwicklungsgruppe benannt war. Beteiligt an der Konstruktion waren ebenfalls Wladimir Mjassischtschew und Sergei Koroljow. Der Prototyp ANT-58 startete erstmals am 29. Januar 1941 und wurde auch als FB 58 oder Tu-58 bezeichnet. Er war noch als Horizontalbomber konzipiert, während der zweite Prototyp ANT-59 (auch: Samoljot 103U, Erstflug: 18. Mai 1941) bereits als Sturzkampfflugzeug ausgelegt war. Beim dritten und letzten Prototyp ANT-60 / 103W tauschte Tupolew die bis dahin verwendeten unzuverlässigen AM-37-Triebwerke gegen ASch-82-Motoren aus, die man wegen ihrer besseren Eignung zur Massenproduktion beibehielt.
Ab November 1942 liefen die ersten Serienmaschinen unter der Bezeichnung ANT-61 bzw. Samoljot 103S der Truppe zu. Der größte Teil der Produktion (79 %) wurde vom Moskauer Werk Nr. 23 geliefert, der restliche Teil stammte aus den Werken Nr. 39 in Irkutsk (9 %) und Nr. 166 in Omsk (12 %). Der erste Kampfeinsatz erfolgte aber bereits am 14. September 1942 im Rahmen eines aus den ersten 40 Tu-2 gebildeten Bomberregiments an der Kalininer Front unter dem Kommando von Major M. P. Wasjakin, der als Testpilot auch die Erprobung der ANT-60 durchgeführt hatte. Anfang 1943 bekam das Flugzeug den endgültigen Namen Tu-2.
Aufgrund der komplizierten Konstruktion sowie der Ganzmetallbauweise, für die das sehr knappe Duralumin verwendet wurde, lief die Produktion nur schleppend an. Stattdessen wurde die einfachere Pe-2 bevorzugt. Tupolew überarbeitete deshalb den Entwurf wiederum, um eine effizientere Massenproduktion unter Kriegsbedingungen mit um 20 % verringertem Fertigungsaufwand zu erzielen, woraufhin die Tu-2S (ANT-61, auch: Tu-2WS) entstand, die ihren Erstflug am 26. August 1943 absolvierte. Im Dezember selben Jahres wurde die Erprobung abgeschlossen und das Muster ging im Werk Nr. 23 in Moskau-Fili in Serie. Während der Fertigung wurden immer wieder kleinere Veränderungen an der Maschine vorgenommen, weshalb eine Vielzahl von Kleinstserien entstand. Ab Serie 60 zum Beispiel montierte man statt der AW-5W-167-Dreiblattpropeller die vierblättrigen AW-9WF-21K, ab Serie 61 vor den Lufteinläufen größere Staubfilter usw. Gegen Ende des Krieges ersetzte die Tu-2 in steigendem Maße die Pe-2, deren Abflugmasse und somit Bombenlast sie übertraf.
1948 endete die Produktion. Insgesamt wurden 2.527, nach anderen Quellen 2.550 Maschinen des Typs gebaut.
Nach dem Zweiten Weltkrieg rüstete die UdSSR einige ihrer Verbündeten, so Bulgarien, China, Polen, Rumänien, Ungarn und Jugoslawien mit diesem Muster aus.

## Technische Beschreibung
Die Tu-2 war ein freitragender Mitteldecker in Ganzmetallbauweise. Der Tragflügel war zweiholmig mit integrierten beschusssicheren Kraftstofftanks, die Querruder waren dreiteilig. Das aus zwei Endscheiben gebildete Seitenleitwerk befand sich beiderseitig des Höhenleitwerks. Sämtliche Ruder wurden mit Stoff bespannt. Das Heckrad-Fahrwerk konnte komplett eingezogen werden.

## Versionen
| Bezeichnung          | Merkmale |
| -------------------- | --- |
| ANT-61 (Tu-2M)       | Serienversion mit ASch-83-Motoren. |
| ANT-62 (Tu-2D)       | Langstreckenversion als Bomber und Aufklärer mit auf 22,06 Meter vergrößerte Spannweite und 59,05 m² Flügelfläche. Die Reichweite betrug wegen vergrößertem Kraftstoffvorrat 2.870 Kilometer. Ende 1941 erfolgte der Erstflug durch A. D. Pereljot. 1944 entstand ein zweites Exemplar mit etwas längerem Rumpf (14,42 m), nebeneinander liegenden Pilotensitzen und darum völlig neu konstruierter Kabine. Die Erprobung fand vom 20. Oktober 1944 bis zum 1. März 1945 statt. Aufgrund fehlenden Bedarfs erfolgte kein Serienbau.                                                                 |
| ANT-62T (Tu-2T)      | Aus der Tu-2D entwickelter Torpedobomber, der von Januar bis März 1947 getestet wurde. |
| Tu-2U                | Trainingsversion. |
| ANT-63/ANT-63P (SDB) | 1943/44 aus dem Tu-2-Prototyp entwickelter Schnellbomber unter Verwendung von Teilen der Tu-2S mit AM-39-Motoren. Der Erstflug des ersten Versuchsmusters ANT-63 wurde am 21. Mai 1944 von A. D. Pereljot durchgeführt. Er erreichte eine Höchstgeschwindigkeit von 645 km/h. Der zweite Prototyp ANT-63P erhielt AM-39F-Antriebe, dreiblättrige Luftschrauben und eine veränderte Kabine. Die Erprobung dauerte vom 14. Oktober 1944 bis zum 30. Juni 1945. Das Projekt wurde zugunsten der ANT-68/Tu-10 aufgegeben.                                                                               |
| ANT-64 (Tu-2F)       | Nach dem Kriegsende erprobte Foto-Aufklärungsversion mit zwei AM-42-Motoren. |
| Tu-2G                | Transportversion für leichte Außenlasten wie bspw. den Geländewagen GAZ-67B für Fallschirmjäger. |
| ANT-65 (Tu-2DB)      | Höhen-Langstreckenbomber mit AM-44TJ-Triebwerken mit Turboladern TK-300. |
| ANT-67               | Mit ATsch-39BF-Dieselmotoren ausgerüstete Langstreckenversion mit fünf Mann Besatzung und 5000 Kilometern Reichweite. Die Erprobung fand vom 15. Januar 1946 bis zum 2. Januar 1947 statt. |
| ANT-68 (Tu-10)       | Mehrzweckbomber mit zwei AM-39FNW-Motoren und jeweils drei Kühleröffnungen zwischen Rumpf und Triebwerk. Die Flugerprobung führte A. D. Pereljot vom 19. Mai 1945 bis zum 7. Juli 1945 durch, danach absolvierte das Muster die staatlichen Tests bis zum 30. Juli gleichen Jahres. Nach einer Bauchlandung erhielt die Tu-10 zwei AM-39FN-2-Triebwerke und vierflügelige Luftschrauben. Damit konnte eine Gipfelhöhe von 10.450 m und eine Höchstgeschwindigkeit von 635 km/h in 7.000 m Höhe erreicht werden. Die Tu-10 diente als Ausgangsbasis des ersten TL-Bombers Tu-12 (Tu-77) von Tupolew. |
| ANT-69 (Tu-8)        | Prototyp eines Langstreckenbombers parallel zur Tu-2D von Ende 1944 mit 22,06 m Spannweite, ASch-82FN-Motoren und einer maximalen Startmasse von 16.750 kg und deshalb verstärktem Fahrwerk. Der Erstflug erfolgte Ende 1946. Es entstanden noch zwei Varianten mit AM-42-Antrieben (Tu-8B) und Dieselmotoren ATsch-39BF (Tu-8S). |
| Tu-2N                | Testversion für die Strahltriebwerke RD-500 und RD-45. |
| Tu-2R (Tu-6)         | Ein aus der Tu-2D entwickelter Aufklärer mit auf 5600 Liter erhöhtem Kraftstoffvorrat und Kameraausrüstung im Bombenschacht. |
| Tu-2Sch/Tu-2RShR(?)  | Prototyp eines Schlachtflugzeuges mit einer 57-mm-Panzerabwehrkanone im unverglasten Bug. Die Erprobung begann am 3. Dezember 1946. Es wurden auch Bewaffnungsvarianten mit je zwei 37- oder 45-mm-Kanonen getestet. |
| Tu-2K                | Testausführung zur Schleudersitzerprobung. |
| Tu-2 Parawan         | Spezialversion mit Sechs-Meter-Vorrichtung zur Kappung von Sperrballonseilen am Bug und Ballonabweisern an den Tragflächenvorderkanten. |
| Tu-2/104             | 1944 erprobter radarausgerüsteter Allwetterjäger. |
| Suchoi UTB-2         | 1946/47 aus der Tu-2 entwickelter Übungsbomber. |

## Technische Daten

Dreiseitenriss

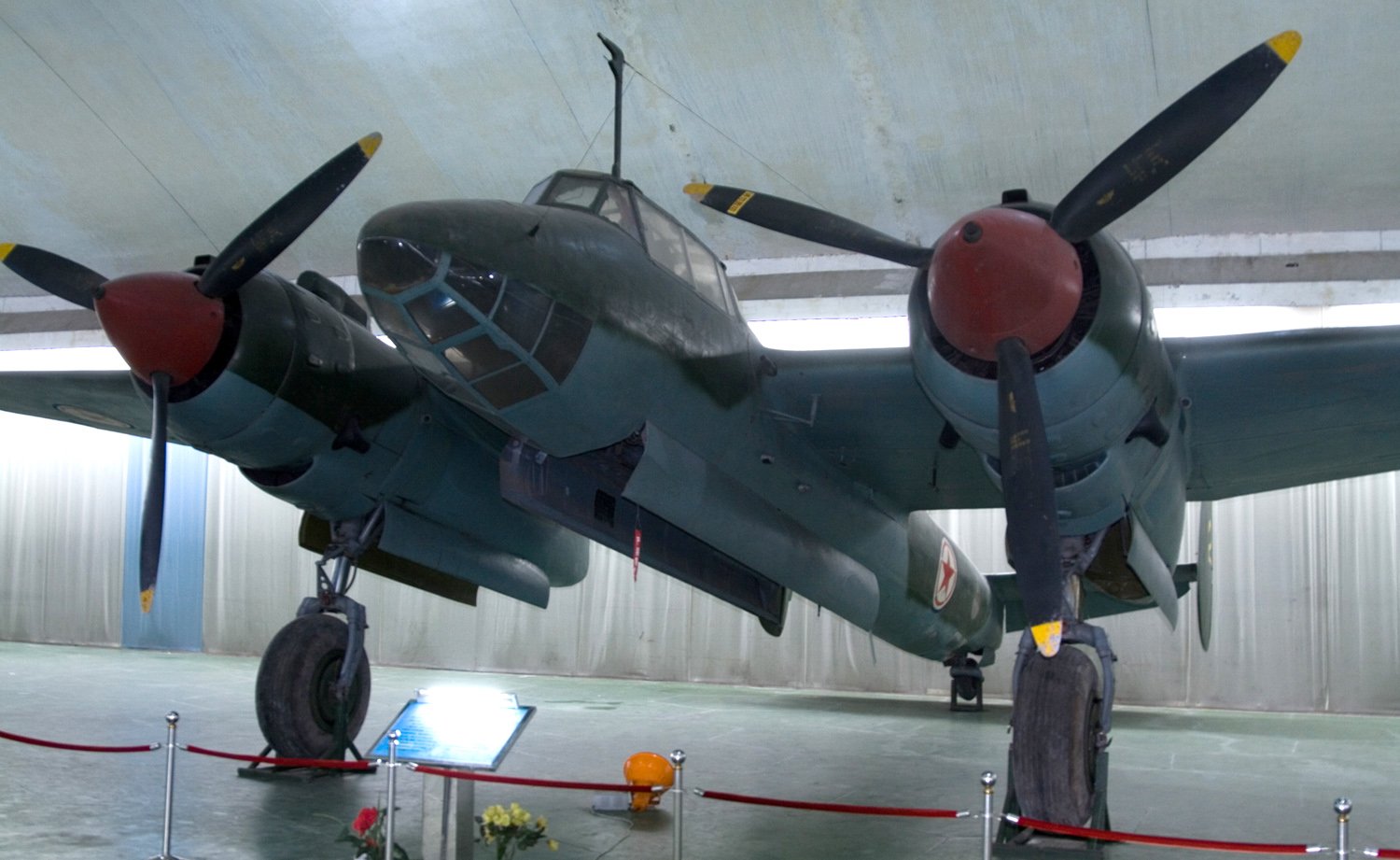
Tupolew Tu-2 im Chinesischen Luftfahrtmuseum

| Kenngröße             | Tupolew Tu-2S Туполев Ту-2С                   | Tupolew SDB Туполев СДБ          | Tupolew Tu-2 (1947) Туполев Ту-2              | Tupolew Tu-8 (ANT-69) Туполев Ту-8 (АНТ-69)                        |
| --------------------- | --------------------------------------------- | -------------------------------- | --------------------------------------------- | ------------------------------------------------------------------ |
| Konzeption            | mittlerer Bomber                              | Schnellbomber                    | mittlerer Bomber                              | Langstreckenbomber                                                 |
| Besatzung             | 4                                             | k. A.                            | 4                                             | k. A.                                                              |
| Länge                 | 13,80 m                                       | 13,80 m                          | 13,80 m                                       | 14,61 m                                                            |
| Spannweite            | 18,86 m                                       | 18,86 m                          | 18,86 m                                       | 22,06 m                                                            |
| Höhe                  | 4,55 m                                        | k. A.                            | 4,84 m                                        | k. A.                                                              |
| Flügelfläche          | 48,80 m²                                      | 48,80 m²                         | 48,80 m²                                      | 61,26 m²                                                           |
| Flügelstreckung       | 7,3                                           | 7,3                              | 7,3                                           | 7,9                                                                |
| Leermasse             | 7.474 kg                                      | 8.870 kg                         | 8.404 kg                                      | k. A.                                                              |
| Startmasse            | maximal 11.360 kg                             | 10.925 kg                        | normal 10.360 kg maximal 11.450 kg            | normal 14.250 kg maximal 16.750                                    |
| Antrieb               | zwei Sternmotoren Schwezow ASch-82FNW         | zwei V-12-Motoren Mikulin AM-39F | zwei Sternmotoren Schwezow ASch-82FN          | zwei Sternmotoren Schwezow ASch-82FN                               |
| Leistung              | je 1.380 kW (1.875 PS)                        | je 1.360 kW (1.850 PS)           | je 1.362 kW (1.853 PS)                        | je 1.362 kW (1.853 PS)                                             |
| Höchstgeschwindigkeit | 550 km/h in 5.700 m Höhe                      | 640 km/h                         | 550 km/h in 5.700 m Höhe                      | 515 km/h in 5.700 m Höhe                                           |
| Steiggeschwindigkeit  | k. A.                                         | k. A.                            | 11,7 m/s                                      | k. A.                                                              |
| Steigzeit             | k. A.                                         | auf 5.000 m Höhe 8,7 min         | k. A.                                         | auf 5.000 m Höhe 17,0 min                                          |
| Gipfelhöhe            | 9.500 m                                       | 10.000 m                         | 9.000 m                                       | 7.650 m                                                            |
| Reichweite            | 1.400 km                                      | 1.530 km                         | 2.180 km                                      | normal 3.650 km maximal 4.100                                      |
| Bewaffnung            | zwei 20-mm-Kanonen SchWAK drei 12,7-mm-MG UBT | ?                                | zwei 20-mm-Kanonen SchWAK drei 12,7-mm-MG UBT | zwei 23-mm-Kanonen NS-23 zwei 12,7-mm-MG UB oder 20-mm-Kanone B-20 |
| Abwurfmunition        | 4.000 kg                                      | 4.000 kg                         | 3.000 kg Bomben                               | 4.500 kg                                                           |